# Комтуа, Максим
Максим «Макс» Комтуа (фр. Maxime Comtois; род. 8 января 1999, Лонгёй, Квебек) — канадский хоккеист, левый крайний нападающий московского клуба КХЛ «Динамо». Победитель молодёжного чемпионата мира 2018 года в составе молодёжной сборной Канады. Чемпион мира 2021 года, серебряный призёр чемпионата мира 2022 года в составе сборной Канады.

## Биография

### Юниорская карьера
Родился 8 января 1999 года в городе Лонгёй провинции Квебек в семье Стефана и Сони Комтуа. 
На драфте QMJHL 2015 года был выбран в третьем раунде командой «Викториавилл Тайгерз». 24 июня 2017 года на драфте НХЛ его во втором раунде под 50-м номером выбрал клуб «Анахайм Дакс», с которым Комтуа 3 марта 2018 года подписал первый профессиональный контракт сроком на 3 года.
Комтуа был заявлен на сезон 2018/2019 клуба «Анахайм Дакс» в НХЛ и дебютировал 3 октября 2018 года в игре против «Сан-Хосе Шаркс» (5:2), забросив на первой же минуте шайбу. В первых 10 играх Комтуа набрал 7 очков, однако травма выбила его из рядов клуба. После восстановления перешёл в фарм-клуб из АХЛ «Сан-Диего Галлз», а 24 ноября вернулся в Главную юниорскую хоккейную лигу Квебека, став игроком «Драммондвилл Вольтижерс».
12 сентября 2023 года подписал просмотровый контракт с командой «Вегас Голден Найтс».
5 марта 2024 года Комтуа подписал контракт на сумму $775 000 с «Каролина Харрикейнз» до конца сезона 2023/24.
18 июля 2024 года стало известно, что в качестве свободного агента Комтуа подписал однолетний контракт с ХК «Динамо».
В регулярном сезоне 2024/25 Комтуа набрал 50 очков (21+29) в 62 матчах. 22 апреля 2025 года сделал хет-трик в матче Кубка Гагарина против «Ак Барса» (6:1).

### В сборной
Макс Комтуа в составе молодёжной сборной Канады выиграл чемпионат мира 2018 года, на котором отметился тремя голами и тремя голевыми передачами (итого 6 очков), и только он попал из того чемпионского состава в заявку на следующее молодёжное первенство. 25 декабря 2018 года Комтуа был назначен капитаном сборной. По распространённой истории, рассказанной специалистом по оценке личности спортсменов Джеффом Мареком, который работал с клубом «Анахайм Дакс», игрокам канадской сборной задали вопрос: «Если бы раздевалка загорелась и вы могли взять только одну вещь из своей спортивной сумки, что бы вы взяли?» Комтуа оказался единственным человеком, который дал ответ «майка моей команды», что во многом повлияло на выбор его как капитана.
26 декабря 2018 года в первом матче канадцев на МЧМ-2019 Комтуа оформил «покер», забросив четыре шайбы в ворота Дании (разгромная победа 14:0), и стал пятым таким игроком в истории сборной Канады: до него подобное достижение ставили Марио Лемьё в 1983, Симон Ганье в 1999, Брэйден Шенн в 2011 и Тейлор Реддиш в 2017 году. Всего на МЧМ-2019 Комтуа забросил 5 шайб и отдал одну голевую передачу. На том же турнире Комтуа в игре против сборной России (поражение 1:2) отметился стычкой с капитаном россиян Климом Костиным на 14-й минуте матча и упал после удара Костина клюшкой, однако по решению судьи удалён был не только Костин, но и Комтуа. Судья расценил падение канадца как симуляцию, а после игры Костин в шутку заявил, что подобное не раз видел в исполнении бразильского футболиста Неймара на футбольном чемпионате мира в России. Критика в адрес Комтуа после этого инцидента прозвучала не только из российских, но и из канадских спортивных СМИ: так, по словам Джеффа О’Нилла, это был не первый случай, когда Комтуа симулировал падение. Позже Костин заявил, что готов извиниться, хотя не отрицает, что падение Комтуа было неестественным. В итоге канадская сборная покинула турнир на стадии четвертьфинала: в четвертьфинале против Финляндии канадцы проиграли в овертайме со счётом 2:1, причём незадолго до победного гола Тони Утунена в ворота финнов был назначен буллит, который не реализовал Комтуа. Сразу же после завершения матча в социальных сетях в адрес Комтуа посыпались гневные комментарии за нереализованный буллит, среди которых были и откровенные угрозы, из-за чего ему пришлось даже закрыть комментарии на своей странице в соцсети Instagram. В дело вмешались даже политики из партии Квебека, председатель которой Паскаль Берубе обвинил болельщиков в попытке свалить всю вину за поражение на чемпионате мира на франкоканадцев. Агенты игрока в лице компании Roy Sports Group выпустили официальное заявление с требованием прекратить травлю Комтуа.
Чемпион мира 2021 года в составе сборной Канады. В финале против команды Финляндии (3:2 ОТ) набрал 2 очка (1+1). На следующем чемпионате мира 2022 года канадцы вновь встретились в финале с Финляндией. За 2,5 минуты до конца основного времени канадцы уступали 1:3, но сначала Зак Уайтклауд сократил отставание канадцев, а затем на 59-й минуте Комтуа сравнял счёт. Однако на 7-й минуте овертайма Сакари Маннинен принёс финнам победу.

## Статистика
| Легенда | Легенда                    | Легенда | Легенда                   | Легенда | Легенда    |
| ------- | -------------------------- | ------- | ------------------------- | ------- | ---------- |
| И       | Количество проведённых игр | Штр     | Штрафное время            | +/−     | Плюс-минус |
| Г       | Голы                       | П       | Голевые передачи          | О       | Очки       |
| -       | Статистика неизвестна      | —       | Статистика не учитывалась |         |            |